# 脱氮旱土杆菌
脱氮旱土杆菌（学名：Aridibacter nitratireducens）是旱土杆菌属的下属物种。该菌是一种革兰氏阴性、非运动性、嗜温、兼性厌氧且化能有机异营的杆状细菌。它首次于2015年秋季在加纳南部艾奎的黏砂质土壤样本中被发现，并在2017年被正式描述和命名。

## 词源
种加词“nitratireducens”源自新拉丁语形容词“nitratum”（硝酸盐）和拉丁语动词“reduco”（减少、转化为不同状态），意指还原硝酸盐。

## 发现
2015年秋季，学者在加纳南部艾奎一家医院附近的牧场采集了黏砂质土壤样本。他们将土壤样本悬浮于10mM的HEPPS中，进行连续稀释，并取各稀释度悬液的100µl接种到SSE/HP平板上。接种后，平板置于20°C的环境培养6周，随后通过群特异性PCR（GS-PCR）使用引物筛选阳性酸杆菌菌落。将产生PCR产物的培养物接种到SSE/HD 1:10平板上，随后在平板上划线分离从而获得了该菌株。学者旋即于2017年正式描述并命名该菌。

## 形态
该菌是一种革兰氏阴性杆菌，细胞长约1.5µm，宽约0.4µm。该菌是非运动性细菌，其细胞也不形成孢子和荚膜。
在琼脂平板上，该菌可形成橙色至鲑鱼色的菌落，直径为0.1至2.0mm，呈凸起状、边缘完整、表面光滑且有光泽。在液体培养中，该菌细胞形成聚集体，可通过剧烈摇动破碎。

## 生理
该菌是一种兼性厌氧、化能有机营养的嗜温细菌。其细胞色素c氧化酶检测呈阴性，而过氧化氢酶检测则为阳性。该菌偏好利用复杂蛋白质底物，其主要生长底物包括酪蛋白氨基酸、酪蛋白水解物、胨和酵母提取物；而在葡萄糖、甘露糖、麦芽糖、醋酸盐、乳酸盐、维生素C、鸟氨酸、脯氨酸、苏氨酸、天冬氨酸、谷氨酸和发酵瘤胃提取物中仅检测到弱生长。
该菌可耐受较宽的pH值及温度范围。其生长温度范围为8至45°C（最适温度为33至40°C）；pH适应范围为6.0至9.0（最佳pH值为7.0至8.5）；氯化钠浓度为最高5 %（最适浓度为0.25%至0.50%）。在最佳生长条件下，菌体倍增时间约为6.3小时。该菌以二分裂方式繁殖。

## 分子特征
该菌的主要醌为甲萘醌8（MK-8）。其主要脂肪酸包括总和特征1（C13 : 03-OH/iso-C15 : 1H）、总和特征3（C16 : 1ω7c/C16 : 1ω6c）、anteiso-C17 : 0、C16 : 0和anteiso-C15 : 0。菌株的DNA G+C含量为53.5mol%。其16S rRNA基因与最近亲缘种饥饿持久旱土杆菌和卡万戈旱土杆菌相似度分别为97.6%和97.2%，属于酸杆菌门第4分支。该菌的极性脂质组成包括磷脂酰胆碱、磷脂酰甘油、二磷脂酰胆碱和磷脂酰乙醇胺。